# François Grappotte
François Grappotte, né le  21 avril 1936 à Reims (Marne), est un administrateur français d'entreprises cotées au CAC 40.

## Carrière
Ancien élève de l'École nationale d'administration (ENA), promotion Saint-Just (1961-1963). Il en sort comme administrateur civil au ministère de l'Industrie.
Il a été président-directeur général de la société Legrand de 1988 à 2006,.

## Mandats (avril 2009)
- Michelin
- BNP Paribas